# Classe Oslo
Le fregate norvegesi classe Oslo sono state in realtà dei cacciatorpediniere di scorta (DE), derivati dalla classe Dealey statunitense, inizialmente destinate alla scorta convogli e lotta antisommergibile, e poi trasformate in fregate polivalenti.

## Storia

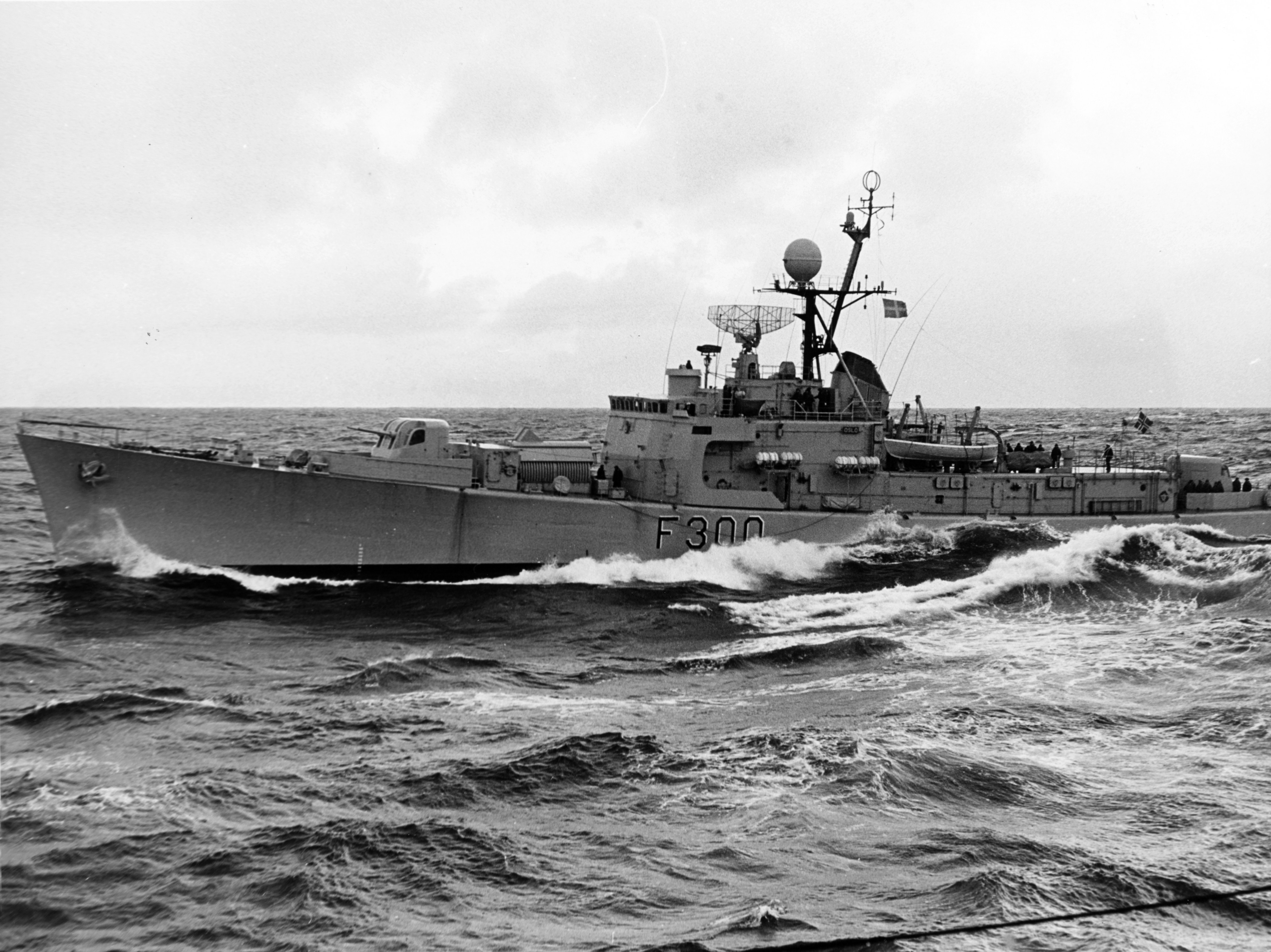
La fregata Oslo in navigazione nell'Atlantico del nord, ottobre 1971.

In base a un piano quinquennale di potenziamento della marina, approvato dal governo norvegese all'inizio degli anni sessanta del XX secolo, le cinque unità classe Oslo vennero costruite presso i cantieri navali militari di Horten, tra il 1964 e il 1966 con l'assistenza americana in base al programma Mutual Defense Assistance Program (MDAP). Il progetto di tali navi, designate inizialmente cacciatorpediniere di scorta (DE), e solo successivamente fregate, derivavano dalla classe Dealey statunitense, ma avevano a prora un bordo libero più alto al fine di migliorare le prestazioni nautiche con il mare grosso tipico delle acque al largo della Norvegia. Le cinque unità entrarono tutte in servizio entro il 1966, e durante gli anni settanta vennero sottoposte ad un programma di ammodernamento, con l'installazione di moderni sistemi d'arma.

## Tecnica
Le unità tipo classe Oslo erano delle fregate leggere a prevalente vocazione antisommergibile, dotate di ponte continuo, con poppa a specchio. L'apparato motore era costituito da 2 caldaie a vapore Babcock & Wilcox azionanti una turbina a vapore De Laval Ljungstrøm PN20 dotata di singolo asse. La potenza motrice è pari a 20 000 CV (14 194 kW), e le unità raggiungevano una velocità massima pari a 25 nodi.

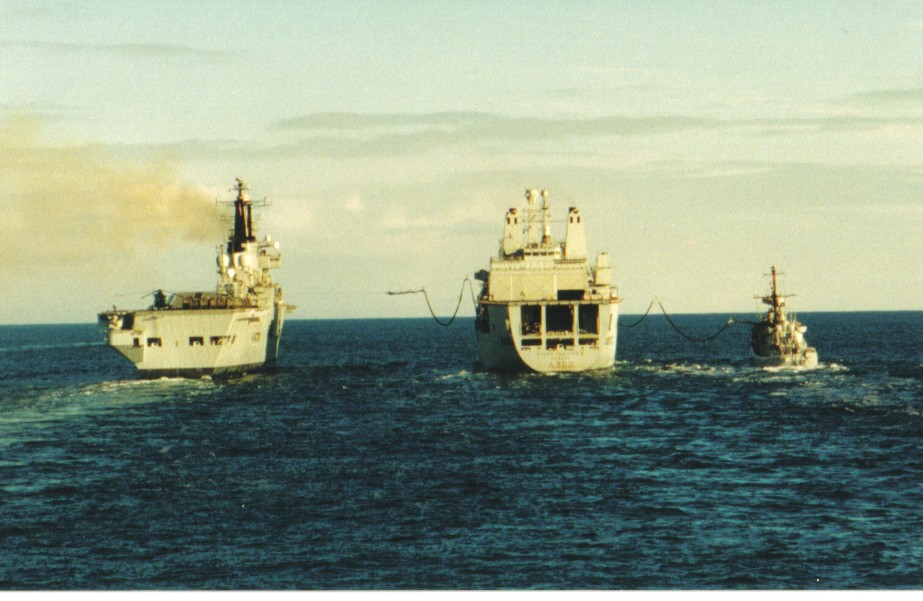
Una fregata classe Oslo si rifornisce dal rifornitore di squadra britannico A 388 Fort George contemporaneamente alla portaerei R 05 Invincible.

L'armamento iniziale si basava su due impianti binati per cannone a d.s Mk.33 cal.76/33 mm, uno a prua e uno a poppa, e 1 lanciarazzi a sei canne Kongsberg Terne III che poteva lanciare un razzo da 120 kg, con carica ad alto esplosivo (HE) di 48 kg, a 370–825 m di distanza. Il raggio d’azione efficace era di 6,1 m, e la spoletta combinata a pressione e di prossimità a effetto Doppler consentiva di operare efficacemente contro bersagli che si trovavano tra i -15 e i -275 m di profondità. La dotazione elettronica comprendeva un radar di scoperta aeronavale Thomson-CSF DRBV 22, 1 radar di controllo del tiro Signaal WM-22, 1 ecogoniometro attivo ad alta frequenza Terne 3, e un sonar di scafo AN/SQS-36.
Più volte modificato nel corso degli anni, l’armamento finale si componeva di un impianto binato per cannoni a d.s Mk.33 cal.76/33 mm, un cannone antiaereo Bofors cal.40/70 mm, 2 cannoni a.a. Rheinmetall cal.20/70 mm, 2 mitragliatrici da 12,7 mm, 6 contenitori lanciatori per missili superficie-superficie Kongsberg Penguin Mk.2, 1 lanciatore a 8 celle Mk.29 per missili superficie-aria a guida radar Raytheon RIM-7F Sea Sparrow con 24 missili di scorta, 1 lanciarazzi a sei canne Kongsberg Terne III, 2 tubi lanciasiluri tripli Mk 32 per siluri antisommergibili Marconi Stingray, e 4 lanciarazzi a sei canne per chaff/flares Mark 36 SRBOC.
La dotazione elettronica fu modificata nel corso degli anni, arrivando a contare su un radar bidimensionale di scoperta aeronavale Siemens-Plessey ASW-9, due radar di navigazione/scoperta di superficie Racal Decca TM 1226, un sistema di tiro NobelTech 9LV 21 per cannoni da 76 mm, un radar di tiro Raytheon Mk.95 in banda I, per missili superfici-aria, un sistema di tiro Kongsberg MSI-90(U) per missili superficie-superficie, un sistema ESM Argo AR 700, un sistema di guerra elettronica NFT MSI-3100, un sistema di guerra elettronica Siemens ODIN, un sistema sonar combinato a media frequenza Thomson-CSF Sintra/Simrad TSM 2633, un sonar attivo ad alta frequenza Simrad Terne III, sistema di comunicazione satellitare SATCOM, sistemi di comunicazione Link 11 e Link 14.

## Impiego operativo

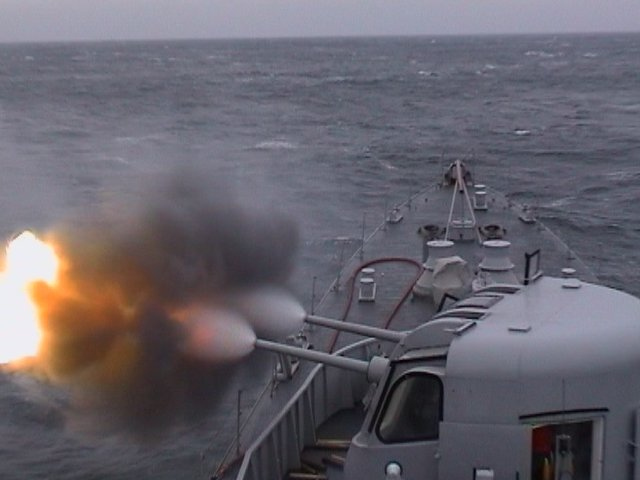
La torre prodiera Mk.33 da 76/33 mm della fregata F-301 Bergen fotografata mentre apre il fuoco.

Verso la fine degli anni settanta la unità sulle unità della classe vennero installati numerosi tipi di nuovi sistemi d’arma, comprendenti i missili superficie-superficie Kongsberg Penguin, i missili superficie-aria RIM-7 Sea Sparrow e i tubi lanciasiluri antisommergibili Mk 32. Un'ulteriore programma di modernizzazione venne effettuato nel corso degli anni ottanta.
La Oslo ebbe un guasto all’apparato motore e si incagliò presso il Faro di Marstein, a sud di Bergen, il 24 gennaio 1994. Disincagliata il giorno successivo, dopo aver navigato in condizioni meteorologiche avverse, alle 11:27 affondò in basso fondale nel Korsfjorden, fuori da Steinneset nel comune di Austevoll. Il 24 aprile fu sollevata e deposta su una chiatta, ritornando ad Haakonsvern, ma in considerazione dei gravi danni riportati dallo scafo fu radiata e demolita durante lo stesso anno. Le rimanenti unità furono sottoposte a lavori di rinforzo dello scafo che ne aumentarono il dislocamento di 200 tonnellate, toccando le 2.134 t a p.c. La F-303 Stavanger fu radiata nel 1998, e successivamente affondata come nave bersaglio dal sommergibile S-302 Utstein (Classe Ula) nel 2001, mediante uso di un siluro pesante DM2A3.
Con l’entrata in servizio delle prime unità della classe Fridtjof Nansen iniziò la radiazione delle rimanenti tre unità, che fu completata l’11 giugno 2007.
Ultima unità a lasciare il servizio attivo la F-304 Narvik è stata preservata ed assegnata al Royal Norwegian Navy Museum di Horten.

### F-302Trondheim
Alle 20:10 del 17 marzo 2006 la Trondheim si arenò al largo dell’isola di Lines, all'epoca contea di Sør-Trøndelag, senza che vi fossero danni tra i 121 membri dell’equipaggio. La nave riuscì a liberarsi alle 20:30 e si registrò l'allagamento di due compartimenti prodieri che vennero successivamente sigillati. Con l'assistenza di tre navi la Trondheim riuscì a ripartire, ed arrivò nel porto di Bergen scortata dal guardiacoste KV Tromsø. A causa degli alti costi di riparazione la nave fu destinata a fungere da bersaglio, e il 5 giugno 2013 rimase seriamente danneggiata dal lancio di un missile superficie-superficie Kongsberg Naval Strike Missile al largo delle coste dell’isola di Andøya.

## Navi della classe
| Nome            | Arsenale       | Varo             | Servizio         | Storia                    | Fine                                    |
| --------------- | -------------- | ---------------- | ---------------- | ------------------------- | --------------------------------------- |
| F-300 Oslo      | Karljohansvern | 17 gennaio 1964  | 29 gennaio 1966  | radiata nel 1994          | e demolita nel corso dello stesso anno. |
| F-301 Bergen    | Karljohansvern | 23 agosto 1965   | 22 giugno 1967   | radiata il 3 agosto 2005. |                                         |
| F-302 Trondheim | Karljohansvern | 4 settembre 1964 | 2 giugno 1966    | radiata giugno 2006.      |                                         |
| F-303 Stavanger | Karljohansvern | 4 febbraio 1966  | 8 dicembre 1967  | giugno 1998               | Affondata come nave bersaglio nel 2001. |
| F-304 Narvik    | Karljohansvern | 8 gennaio 1965   | 30 novembre 1966 | radiata 1º agosto 2007    | Conservata come nave museo a Horten.    |

### Annotazioni
1. ↑  Versione semplificata del radar Type 996/1 installato sulle portaerei classe Invincible della Royal Navy.
2. ↑  Si trattava della sala pompe di prua e di un deposito vernici.

### Fonti
1. 1 2 3 4 5 6 7  Drago, Boroli 1992-94, p. 5.
2. 1 2 3  Chant 2004, p. 112.
3. ↑  Forsvarsnett, Narvik to be museum ship Archiviato il 30 settembre 2007 in Internet Archive.
4. ↑  (NO) Christer S. Johnsen e R.H. Simenstad, KNM Trondheim tar inn vann, in Adresseavisen,, 17 marzo 2006. URL consultato il 5 gennaio 2015 (archiviato dall'url originale il 16 febbraio 2015).
5. ↑  Forsvarsnett, Godt redningsarbeid Archiviato il 30 settembre 2007 in Internet Archive.
6. ↑   Steve Robson, Caught on camera: The explosive moment Norwegian navy blew up its OWN ship to test new long-range missile, in Daily Mail, 6 giugno 2013. URL consultato il 5 gennaio 2015.
7. ↑  Article on the decommissioning of HNoMS Narvik Archiviato il 30 settembre 2007 in Internet Archive.